# Mokoro

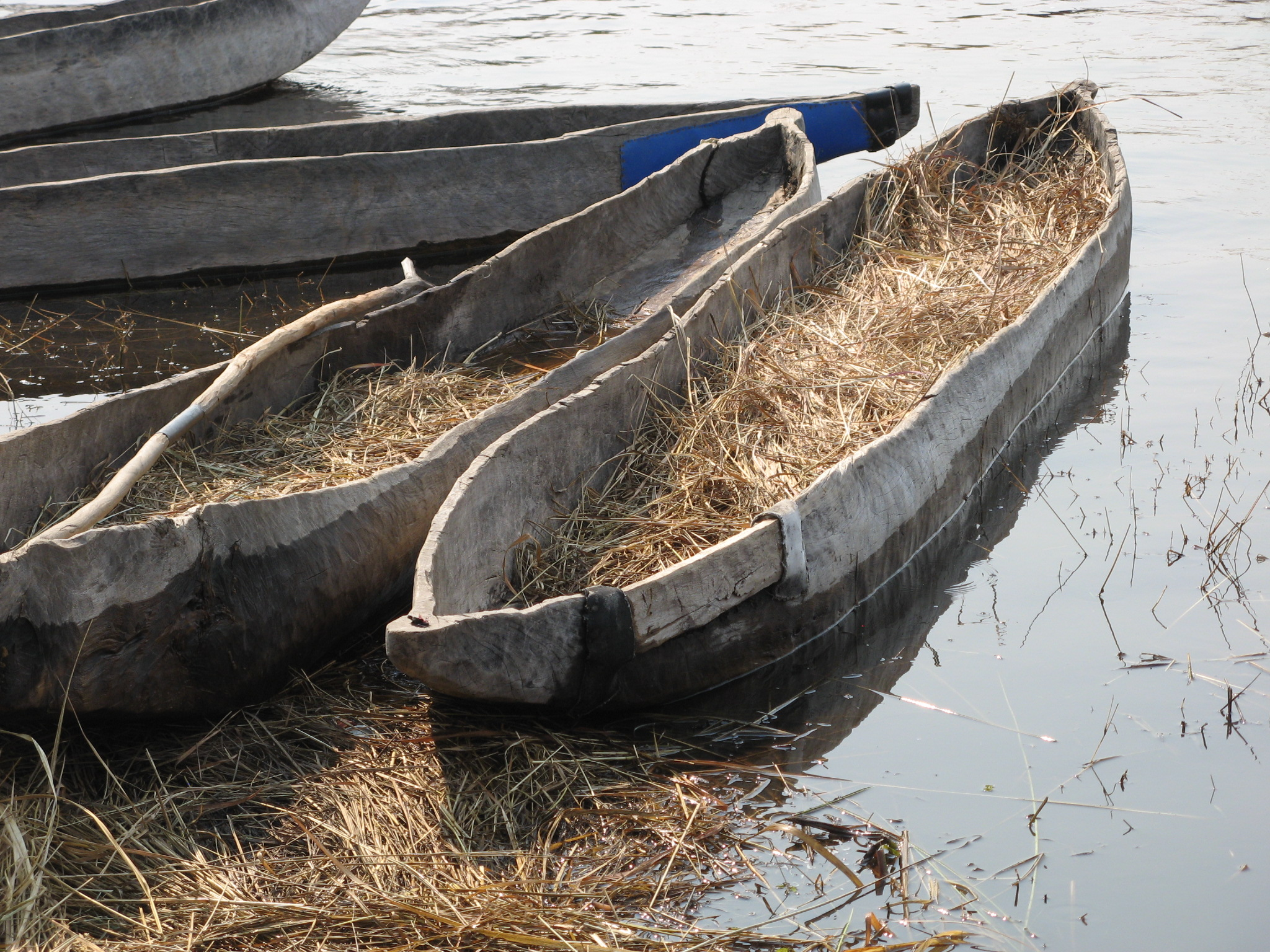
Mokoros dans le delta de l'Okavango.

Un mokoro (aussi orthographié mekoro ou makoro) est un type de pirogue monoxyle d'environ 6 m de long, généralement utilisée dans le delta de l'Okavango au Botswana. Un mokoro est manœuvré dans les eaux peu profondes du delta en se tenant debout à l'arrière et en poussant avec une longue perche.

## Description
Les mokoros sont traditionnellement fait en évidant le tronc rectiligne d'un grand arbre, comme un ébènier ou un arbre à saucisses. Les mokoros modernes, sont cependant, de plus en plus souvent en fibre de verre, matière qui offre une meilleure tenue dans le temps et qui permet également d'éviter la déforestation de la région du delta.
Le mokoro est très apprécié des touristes pour les safaris dans le delta, ainsi que dans les parcs nationaux qui s'y trouvent, mais ces embarcations sont également un moyen de transport toujours employé par les autochtones pour se déplacer ou pêcher dans les marais.
Ces pirogues sont très vulnérables aux attaques d'hippopotames, qui peuvent les renverser aisément. Les hippopotames sont réputés avoir développé ce comportement à la suite de l'utilisation de mokoros pour les chasser.